# Tomáš Petrášek
Tomáš Petrášek (* 2. března 1992 Rychnov nad Kněžnou) je český profesionální fotbalista, který hraje na pozici středního obránce za český klub FC Hradec Králové. Mezi lety 2020 a 2022 odehrál také 3 utkání v dresu české reprezentace.

## Klubová kariéra
Petrášek od patnácti let působil v Hradci Králové. V týmu se ale nikdy neprosadil, putoval různě po hostováních.
V lednu 2015 přestoupil do polské Floty Świnoujście, už v únoru se ale stěhoval do Převýšova. Poté krátce působil ve Slavoji Vyšehrad a Viktorii Žižkov.

### Raków Częstochowa
V červenci 2016 přestoupil do třetiligového polského Rakówu Częstochowa. Hned ve své první sezoně oslavil s Rakówem postup do druhé nejvyšší soutěže.
V sezoně 2018/19 pomohl týmu k postupu do Ekstraklasy. Do sezony Ekstraklasy 2019/20 vedl Raków jako kapitán. První prvoligový gól vstřelil v druhém kole Jagiellonii Białystok a rozhodl o výhře 1:0.
V sezóně 2022/2023 vyhrál Petrášek s Rakówem polskou nejvyšší soutěž. Kromě Ekstraklasy vyhrál s týmem dvakrát polský pohár a jednou Superpohár.

### Čonbuk Hyundai Motors
V létě 2023 zamířil Petrášek do Asie, podepsal smlouvu s jihokorejským klubem Čonbuk Hyundai Motors. V tamní nejvyšší soutěži debutoval 8. července v zápase proti FC Seoul. V týmu ale nastupoval pravidelně jen na podzim roku 2023. V roce 2024 nastoupil Petrášek jen do dvou soutěžních utkání a v létě požádal klub o přestup.

### Návrat do Česka
V srpnu 2024 se Petrášek vrátil zpátky do Česka a posílil prvoligový Hradec Králové. Po návratu do Hradce, kam se vrátil po téměř deseti letech, podepsal smlouvu na tři roky.

## Reprezentační kariéra
Petrášek byl poprvé do reprezentace nominován v říjnu 2020 a 7. října 2020 debutoval v přátelském utkání proti Kypru, odehrál celé utkání.
Ze zdravotních důvodů nemohl být nominován na EURO v červnu 2021.